# Hubert Fehr
Hubert Fehr (geb. 1970) ist ein deutscher Prähistoriker und Denkmalpfleger.

## Leben
Hubert Fehr studierte von 1991 bis 1998 an der Universität Freiburg Ur- und Frühgeschichte, Provinzialrömische Archäologie und mittelalterliche Geschichte. Im Wintersemester 1995/96 war er für ein Semester an der  Universität Wien eingeschrieben. Im Jahr 1998 beendete er das Studium in Freiburg als Magister. Von 2002 bis 2003 war er als Wissenschaftlicher Mitarbeiter am Institut für Ur- und Frühgeschichte der Universität Freiburg für das EU-Projekt „AREA - Archives of European Archaeology“ tätig und wurde dort 2003 mit einer Arbeit über die Wissenschaftsgeschichte der Erforschung der Germanen und Romanen im Merowingerreich summa cum laude promoviert, die 2010 als Ergänzungsband zum Reallexikon der Germanischen Altertumskunde erschien.
In den Jahren 2004 bis 2006 arbeitete Fehr als Wissenschaftlicher Volontär, von 2006 bis 2008 als Wissenschaftlicher Mitarbeiter am Bayerischen Landesamt für Denkmalpflege in München. Am 1. Januar 2009 wurde er in Freiburg zum Akademischen Rat am Institut für Archäologische Wissenschaften, Abteilung Frühgeschichtliche Archäologie ernannt. Seit 2016 ist Fehr stellvertretender Referatsleiter für Praktische Denkmalpflege und Bodendenkmäler in der Dienststelle Thierhaupten des Bayerischen Landesamt für Denkmalpflege.

## Schriften (Auswahl)
- mit Irmtraut Heitmeier (Hrsg.): Die Anfänge Bayerns. Von Raetien und Noricum zur frühmittelalterlichen Baiovaria. EOS Verlag, St. Ottilien 2014, ISBN 3830675488.
- Bewahren des Bedrohten. Grundzüge der Archäologischen Denkmalpflege. In: Freiburger Universitätsblätter 192 (2011), S. 137–150.
- Germanen und Romanen im Merowingerreich. Frühgeschichtliche Archäologie zwischen Wissenschaft und Zeitgeschehen (= Ergänzungsbände zum Reallexikon der Germanischen Altertumskunde 68). De Gruyter, Berlin, New York 2010, ISBN 978-3-11-021460-4 (= Dissertation).
- Unsichere Zeiten – Bayern um 500. In: Ludwig Wamser (Hrsg.): Karfunkelstein und Seide. Neue Schätze aus Bayern Frühzeit (= Ausstellungskataloge der Archäologischen Staatssammlung 37), Pustet, Regensburg 2010, ISBN 9783791722429, S. 46–61.
- Erhalten versus Erforschen? Denkmalpflege und archäologische Wissenschaft. In: Egon Johannes Greipl, Hans-Michael Körner (Hrsg.): 100 Jahre Bayerisches Landesamt für Denkmalpflege 1908–2008 1, Bilanz, Regensburg 2008, S. 74–122.
- Frühes Mittelalter. In: Landkreis Fürstenfeldbruck. Archäologie zwischen Ammersee und Dachauer Moos (= Führer zu den archäologischen Denkmälern in Deutschland 48). Theiss, Stuttgart 2007, S. 109–124.
- Die archäologische Westforschung und das Problem der germanischen Besiedlung Galliens. In: Matthias Middell, Ulrike Sommer (Hrsg.): Historische West- und Ostforschung in Zentraleuropa zwischen dem Ersten und dem Zweiten Weltkrieg – Verflechtung und Vergleich. Geschichtswissenschaft und Geschichtskultur im 20. Jahrhundert 5 (2004), S. 29–53.
- Hans Zeiss, Joachim Werner und die archäologischen Forschungen zur Merowingerzeit. In: Heiko Steuer (Hrsg.): Eine hervorragend nationale Wissenschaft. Deutsche Prähistoriker zwischen 1900 und 1995 (= Ergänzungsbände zum Reallexikon der Germanischen Altertumskunde 29). De Gruyter, Berlin 2001, S. 311–415.